# Faux-grenon
Le faux-grenon, ou faugrenon, est un plat de la cuisine médiévale dont on trouve la recette dans une grande partie des manuscrits médiévaux français consacrés à la cuisine. Préparé à partir de viandes diverses, le faux-grenon serait alors plutôt un mode de préparation. Il s’agirait de viande d’abord cuite à l’étouffée, ensuite émincée et enfin frite afin de garder son jus, servie dans une sauce épaissie et légèrement épicée.

## Dans leViandier de Sion
| Faux grenon cuisiez en vin & en eaue dez foyez des guisiers ou char de veau hachiez bien menu frisiez en saing de lart broiez gingembre canelle girofle vin & en verjus boullon de beuf ou de celui mesmez moiaux de eufs grant foison collez dessus vostre grain faitez boullir emsemble un pou de pain du saffrein sur jaune coleur aigret de verjus au drecier poudrez poudre de canelle. | Faux grenon. Faites cuire dans du vin et de l’eau des foies, des gésiers ou de la viande de veau. Hachez finement. Faites frire dans de la graisse de lard. Broyez du gingembre, de la cannelle, des clous de girofle, du vin et dans du verjus, du bouillon de bœuf ou votre jus de cuisson, des jaunes d’œufs à profusion. Passez sur votre grain. faites bouillir avec un peu de pain, du safran. Sur une couleur jaune. Aigre du fait du verjus. Au moment de servir, saupoudrez de poudre de cannelle. |

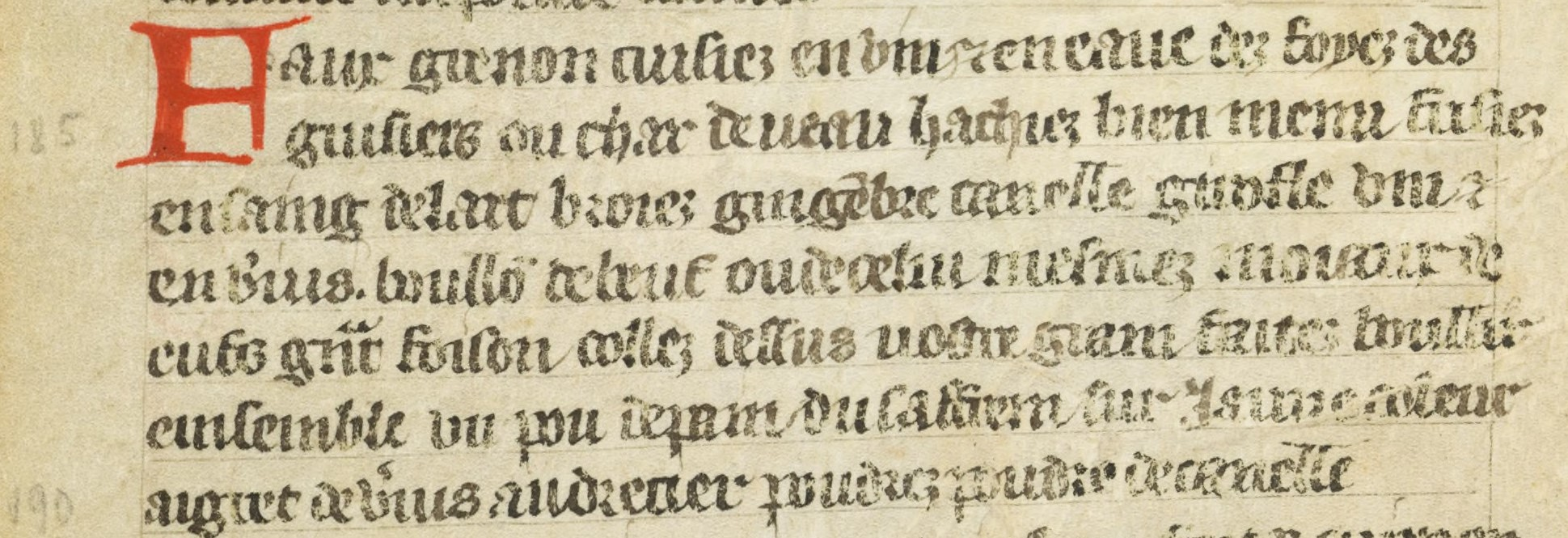
La plus ancienne recette de faux-grenon.

Dans le Viandier de Sion, et comme c’est le cas dans la plupart des autres manuscrits consacrés à la cuisine, le faux-grenon se prépare à base de foies et de gésiers de volaille, même si l’auteur rajoute ici que la recette peut se faire avec de la viande de veau. C’est ce qui expliquerait le nom de ce plat, qui se rapporterait étymologiquement au terme « grain » (du latin granum), qui désignait alors les viandes nourries de graines, c’est-à-dire la volaille.
La recette est caractéristique de la cuisine du Moyen Âge en ce qu’elle s’arrête sur l’apparence du plat. Il doit être jaune et il faut le saupoudrer de cannelle. Entre ces deux remarques, on nous dit brièvement qu’il doit être aigre. Il faut savoir que les livres de cuisine attachent une importance particulière à l’esthétique des plats et que la couleur était un aspect hautement important de la cuisine de cette époque, et peut-être même plus que l’aspect gustatif.

## Dans lesEnseingnemenz
| por fere faus guernonse vos volez fere faus guernon prenez les fees e les ginsierspuis hagiez menubreez du paine destrempez du boullone metez boullire aprés metez moués de ous batuz e safren destrempez de vine puis frisieze metez lete hagiez char en cressee metez boullire movez touz jorse puis metez les oués e le safrene drechiez en escuelese metez la poudre de canele de gingembre e de clous de girofle par-dessus. . |

Dans les Enseingnemenz qui enseingnent a apareillier toutes manieres de viandes, on retrouve la présence des foies et des gésiers de volaille. La préparation est sensiblement identique à l’exception de l’ordre d’incorporation et du choix de quelques aliments. On peut donc supposer que l’auteur des Enseignemenz avait culinairement connaissance du même plat que celui du Viandier de Sion et qu’il ne s’est pas textuellement inspiré de celui-ci.

## Dans leViandierde Taillevent
| Faus guernon. Cuisiés en vin et en eaue des foies des guissés de poulaille ou de char de veel et la dehachiés bien menu et frisiés en sain de lart puis broiés gingembre canelle girofle graine de paradis vin verjus bouillon de beuf ou d'icellui mesmes et moieux d'oeufs grant foisson coullés deffaites de vostre grain et faites bien boulir ensemble et un pou de pain et de saffran et doit estre bien liant sur jaune couleur aigret de vergus au dressier poudre d'espicez de canelle. | Faux grenon. Faites cuire dans du vin et dans de l'eau des foies, des gésiers de volaille ou de la viande de veau. Hachez bien menu. Faites frire dans de la graisse de lard. Broyez du gingembre, de la cannelle, des clous de girofle, de la maniguette, du vin, du verjus, du bouillon de bœuf ou de celui-là même [i. e. de la cuisson des foies, des gésiers ou du veau], des jaunes d'œufs à profusion. Faites-en un coulis. Délayez avec votre grain. Faites bouillir longuement ensemble, avec un peu de pain et du safran. Ce doit être bien épais, [tirant] sur une couleur jaune, piquante de verjus. Au moment de servir, saupoudrez de poudre de cannelle. |

Cette recette, issue du plus ancien des Viandiers attribués à Taillevent, est presque mot pour mot identique à celle du Viandier de Sion car ce dernier a servi de modèle pour le Viandier de Taillevent. Il y a ici ajout de graine de paradis, également connues sous le nom de maniguette, en comparaison avec la recette originale. L’ordre des mots est identique, la seule différence se tient dans le choix de certains verbes et d’autres formes nominales, pratique courante pour les copistes du Moyen Âge.

## Dans leMénagier de Paris
| Faulx grenon. Cuisiez en eaue et en vin des foyes et des jugiers de poulaille, ou de char de veel ou d’une cuisse de porc ou de mouton, puis la haschiez bien menuement et friolez au saing de lart. Puis broyez gingembre, canelle, giroffle, graine, vin, vertjus, boullon de beuf et ou de celluy mesmes, et des moyeulx grand foison. Et coulez dessus vostre char et faictes bien boulir ensemble. Aucuns y mectent du saffran, car il doit estre sur jaune couleur. Et aucuns y mectent pain hazé, broyé et coulé ; car il doit estre lyant et d’oeufz et de pain, et si doit estre aigre de vertjus. Et au drecier, sur chascune escuelle pouldrez poudre de cannelle. | Faux grenon. Faites cuire dans de l’eau et du vin des foies et des gésiers de volaille, ou un morceau de veau ou de cuisse de porc ou de gigot de mouton ; hachez-le bien menu et faites-le revenir dans du lard gras. Broyez du gingembre, de la cannelle, du girofle, de la graine de paradis avec du vin, du verjus, du bouillon de bœuf ou celui même que vous venez d’obtenir et beaucoup de jaunes d’œufs. Versez sur votre viande et faites bien bouillir le tout. Certains y mettent du safran car le ragoût doit tirer sur le jaune. D’autres mettent du pain grillé, broyé et passé, car il doit être grâce aux œufs et au pain, et on doit sentir l’acidité du verjus. Au moment de servir, saupoudrez chaque écuelle de cannelle en poudre. |

L’auteur du Ménagier de Paris se donne la liberté de remplacer les morceaux de viande habituels par des cuisses de porc ou de mouton. Cela est caractéristique des recettes de ce manuel car il est établi qu’il s’est inspiré de sources telles que le Viandier, mais, de manière générale, l’ordre est ici identique à celui de la tradition des Viandiers avec une prise de liberté lexicale et syntaxique plus importante.
À la rubrique suivante (236), il dit que le faux-grenon est un plat sensiblement identique au mortereul, autre plat phare du Moyen Âge qui se différencie du faux-grenon par le fait qu’on y broie la viande avec de la cannelle dans un mortier et qu’on n’y ajoute pas de pain. Il donne même une variation du faux-grenon, appelé Potage party / Faulx grenon, à la rubrique 246. Il s'agit d'une variante du plat, servi de manière qu'il soit « parti », c’est-à-dire séparé en deux parties qui ne sont différenciées que par l’ajout de poudre de cannelle. On retrouvera cette variante chez Maître Chiquart. 

## Dans leFait de cuisinede Maître Chiquart
| Encor plus ung chaut mangier et pour donner entendement a celluy qui fera le chaut mengier partir qui autrement s'appelle morterieulx si prenne de la char du porc grant foyson selon la quantité que lui sera ordonnee a faire et sy la nectoye et lave tresbien et mectent cuire et y mectent du sel et quant elle sera cuicte si la tirés dehors sur belles et nectes postz et si en hostés la pel et les ossés et puis la hachés tresbien minut. Et puis prennés de beau pain et mectés /77v/ tremper a vostre beau boullon de beuf et avecques cela prennés des espices et mectés dedans gingibre blanc granne de paradis et du poyvre et non pas tropt et du saffran pour lui donner couleur et le coulés et mectés du verjust et y mectés du vin blanc et cela coulés tout ensemble et puis le mectés boullir en ung beau pot sur belle brase clere. Et puis le grein mectés souffire en une belle poelle et de bon saing blanc et le souffrizés bien et adroit et ce estre souffrit sy y mectés ung pou dudit boullon et puis prennés des oefs selon la quantité du potaige qu'il y a et y coullés de moyeufs d'oefs pour le lier qui soient estaminés a l'estamine. Et quant ce viendra a apporter au dreceur pour servir si face qu'il hait ung grant plat plain de poudre de cynamomi et de succre /78r/ bactu grant foyson parmi et quant se viendra au drecier si mectés voz faugrenon en vostre plat et de la dicte poudre cruvissés la moytié dudit potaige et l'autre moytié laissés descouverte et ainsi il sera parti. | Encor plus : un chaud manger. Pour expliquer à celui qui fera le chaud manger parti, qui s'appelle également mortadelle. Qu'il prenne de la viande de porc à profusion, en fonction de la quantité qu'il lui sera demandé de faire. Qu'il la nettoie et la lave très bien. Qu'ils fassent cuire. Qu'ils y mettent du sel. Quand elle sera cuite, transvasez-la sur de belles tables propres. Ôtez-en la peau et les os. Puis hachez-la très finement. Puis prenez du beau pain. Faites-le tremper dans votre beau bouillon de bœuf. Avec cela, prenez des épices. Mettez dedans : du gingembre blanc, de la maniguette, du poyvre, mais pas trop, du safran pour lui donner de la couleur. Versez-le. Mettez du verjus. Mettez-y du vin blanc. Versez tout cela ensemble. Puis faites le bouillir dans un beau pot sur une belle braise claire. Puis faites frire le grain dans une belle poêle, avec de la belle graisse blanche. Faites-le bien frire et convenablement. Une fois cela frit, mettez-y un peu du bouillon. Puis prenez des œufs, en fonction de la quantité qu'il y a de potée. Versez-y des jaunes d'œufs qui soient tamisés dans une étamine pour le lier. Quand viendra le moment de l'apporter au dressoir pour servir, qu'il fasse en sorte qu'il ait un grand plat plein de poudre de cannelle et de sucre battu à profusion au milieu. Quand viendra le moment de dresser, mettez votre faux-grenon sur votre plat. Couvrez de cette poudre la moitié de la potée. Laissez l'autre moitié découverte. Ainsi il sera parti. |

Dans Du fait de cuisine, Maître Chiquart nous donne la recette d’un faux-grenon sous le titre de chaut mangier. Ce n’est qu’en fin de recette qu’il opte pour le nom de faugrenon. La recette est pourtant sensiblement comparable aux faux-grenons des Viandiers ou du Ménagier de Paris. Un chaut mangier est donc, pour Chiquart un autre nom pour le faux-grenon.
Cette recette est également caractéristique de la cuisine de Chiquart, et peut-être également de celle du Moyen Âge. En effet, Chiquart désire que le plat soit « parti ». La visée première de cet ajout n’est pas gustative mais bien esthétique. On retrouve l’importance de la couleur dans la cuisine du Moyen Âge, comme on peut le voir dans les autres recettes de faux-grenon qui commentent l’apparence du plat. Mais si Chiquart insiste sur le fait que ce plat doit être « parti », c’est qu’il reproduit un banquet d’exception, et avoir un plat divisé en deux couleurs participerait de cette exceptionnalité.